# Dinembia ferruginea
Dinembia ferruginea är en insektsart som beskrevs av Davis 1939. Dinembia ferruginea ingår i släktet Dinembia och familjen Embiidae. Inga underarter finns listade i Catalogue of Life.